# Sphodros rufipes
Sphodros rufipes is een spin, behorende tot de familie van de mijnspinnen (Atypidae). Ze is een van de 7 soorten uit het geslacht Sphodros. De spin komt voor in de Verenigde Staten, voornamelijk in de staten Indiana, Missouri, Kansas, New Jersey en sporadisch in North Carolina.
De naam rufipes is afkomstige uit het Latijn: rufus betekent rood en pes betekent voet. De naam betekent dus letterlijk roodvoet, verwijzend naar de kleur van de poten van deze spin. De spin wordt soms ook wel Sphodros bicolor genoemd, als een synoniem. Deze naam verwijst dan naar de mannetjes, die tweekleurig zijn (zwart en oranje).

## Anatomie
De vrouwelijke spin wordt zo'n 25 mm lang, alhoewel ze veel langer kunnen worden. Hun abdomen en carpax is zwart gekleurd, de poten zijn bij het mannetje opvallend rood tot oranje. De vrouwtjes bezitten zwarte poten. Zoals de meeste soorten uit de onderorde der Mygalomorphae heeft S. rufipes cheliceren (gifkaken) die parallel liggen en elkaar niet kruisen. De gifkaken zijn vrij groot en zwart met een opvallende glans.

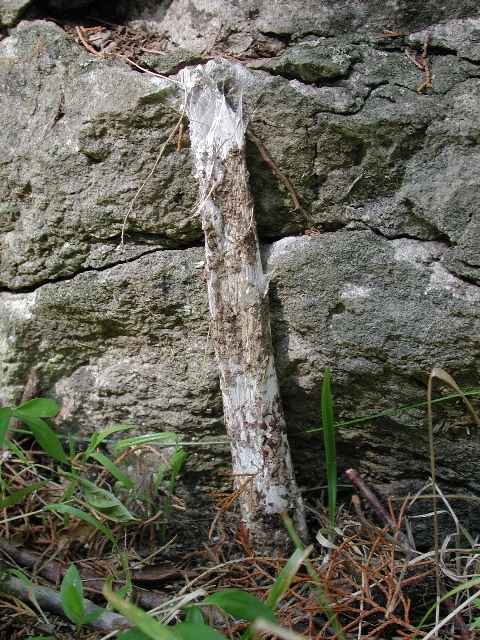
Een kokervormig spinnenweb van Sphodros rufipes in de Appalachen.

## Spinnenweb
Deze spin heeft een vrij ongewoon web. Ze spint een soort kokervormige constructie, die meestal langs een rotswand of een boomstam is gebouwd. De spin wacht tot een insect tegen de buis vliegt, of op de buis kruipt, en sleurt het insect door de wand heen naar binnen. Deze spinnen verlaten hun hol bijna nooit, enkel om te eten.

## Bedreiging
Sphodros rufipes is een bedreigde diersoort, maar niet door de mens. Het is voornamelijk de rode vuurmier (Solenopsis invicta) die een bedreiging vormt. Deze mieren zijn bijzonder agressief en bezitten een giftige angel.